# التطعيم ضد كوفيد-19 في إفريقيا
بدأت برامج التطعيم ضد كوفيد-19 في العديد من البلدان والأقاليم في أفريقيا. في يونيو 2021، توقعت منظمة الصحة العالمية أن 47 من أصل 54 دولة في أفريقيا لن تحقق هدف تطعيم 10% من سكانها بحلول سبتمبر 2021. في يونيو، حصلت أفريقيا على أقل من 1% من جرعات اللقاح في جميع أنحاء العالم. تلقت أفريقيا ما مجموعه أقل من 2% من 3 مليارات جرعة تطعيم أُعطيت على مستوى العالم.
اعتبارًا من 5 يوليو 2021، بدأت حملات التطعيم في 51 دولة أفريقية، وتلقى 36.5 مليون شخص جرعة واحدة على الأقل.
في 15 يوليو 2021، أفاد منسق منظمة الصحة العالمية في أفريقيا للتحصين وتطوير اللقاحات أن الدول الأفريقية دمرت حوالي 450 ألف جرعة لقاح بسبب انتهاء تواريخ صلاحيتها. واستشهد بمالاوي وجنوب السودان وليبيريا وموريتانيا وغامبيا وسيراليون وغينيا وجزر القمر وجمهورية الكونغو الديمقراطية كأمثلة على ذلك.
أيضًا في يوليو 2021، التزم بنك الاستثمار الأوروبي بتمويل أول مصنع لإنتاج لقاح COVID-19 في السنغال، في معهد باستور دي داكار. بحلول نهاية عام 2022، من المتوقع أن ينتج هذا المصنع ما يصل إلى 25 مليون جرعة من لقاح COVID-19 المرخص شهريًا. يُعتبر هذا جزء من جهد واسع من قبل بنك الاستثمار الأوروبي لمعالجة الأثر الصحي والاقتصادي لـ COVID-19. وفي الوقت نفسه، تتعاون شركة بيوأنتك BioNTech مع الاتحاد الأوروبي لتقييم مرافق إنتاج لقاح الرنا في رواندا والسنغال.
حُصن السكان المستهدفين بالكامل في سبعة بلدان أفريقية (بوتسوانا، والرأس الأخضر، وموريشيوس، والمغرب، ورواندا، وسيشيل، وتونس) بحلول نهاية عام 2021. وفي الطرف الآخر من المقياس، لم يكن هناك تطعيم شامل في إريتريا، بينما حُصن في بوروندي وجمهورية الكونغو الديمقراطية أقل من 0.4% من السكان المستهدفين بشكل كامل.

## خلفية

### الموافقات

#### أكسفورد - أسترا زينيكا / كوفيشيلد
- الموافقة الكاملة:
- حالات الطوارئ: منظمة الصحة العالمية (15 فبراير 2021)، وفرقة العمل التنظيمية الأفريقية (25 فبراير 2021)، وأنغولا (مارس 2021)، وبنين (مارس 2021)، وبوتسوانا (فبراير 2021)، وبوركينا فاسو (مايو 2021)، والكاميرون (أبريل 2021)، والرأس الأخضر (مارس 2021)، وجمهورية أفريقيا الوسطى (مايو 2021)، وكوت ديفوار (فبراير 2021)، وجمهورية الكونغو الديمقراطية (أبريل 2021)، وجيبوتي (22 فبراير 2021)، ومصر (30 يناير 2021)، وإيسواتيني (مارس 2021)، وإثيوبيا (مارس 2021)، وغامبيا (مارس 2021)، وغانا (مارس 2021)، وغينيا بيساو (مارس 2021)، وكينيا (مايو 2021)، وليسوتو (مارس 2021)، وليبيريا وليبيا (مارس 2021)، وملاوي (فبراير 2021)، ومالي (يناير 2021)، وموريشيوس (يناير 2021)، والمغرب (6 يناير 2021)، وناميبيا (مارس 2021)، والنيجر (مارس 2021)، ونيجيريا (18 فبراير 2021)، ورواندا (مارس 2021)، وساو تومي وبرينسيبي، والسنغال (مارس 2021)، وسيشيل (يناير 2021)، وسيراليون (مارس 2021)، والصومال (مارس 2021)، وجنوب أفريقيا (1 فبراير 2021، وعُلّق في 7 فبراير 2021)، وجنوب السودان (أبريل 2021)، والسودان (مارس 2021)، وتوغو (مارس 2021)، وتونس (7 مايو 2021)، وأوغندا (مارس 2021)، وزامبيا (مارس 2021).[17]

#### فايزر - بيوإنتك
- الموافقة الكاملة:
- حالات الطوارئ: منظمة الصحة العالمية (31 ديسمبر 2020)، وبوتسوانا (أبريل 2021)، والرأس الأخضر (مارس 2021)، وكوت ديفوار (يناير 2021)، وكينيا (2 أغسطس 2021)، وليبيا (مارس 2021)، وملاوي ونيجيريا (30 أبريل 2021)، ورواندا (مارس 2021)، وسيشيل (27 يوليو 2021)، وجنوب أفريقيا (11 مارس 2021)، وتونس (13 يناير 2021)، وزامبيا.[17]

#### موديرنا
- الموافقة الكاملة:
- حالات الطوارئ: منظمة الصحة العالمية (30 أبريل 2021)، وبوتسوانا (أبريل 2021)، والرأس الأخضر (مارس 2021)، وكينيا (19 أغسطس 2021)، وليبيا (مارس 2021)، ملاوي ونيجيريا (15 يوليو 2021).

#### يانسن (لقاح جونسون آند جونسون)
- الموافقة الكاملة:
- حالات الطوارئ: منظمة الصحة العالمية (30 أبريل 2021)، وفرقة العمل التنظيمية الإفريقية (10 مارس 2021)، وبوتسوانا (أبريل 2021)، والكاميرون (أبريل 2021)، والرأس الأخضر (مارس 2021)، ومصر (أغسطس 2021)، وغانا (أغسطس 2021)، وليبيا (مارس 2021)، وملاوي ونيجيريا (17 مايو 2021)، وجنوب أفريقيا (31 مارس 2021)، وتنزانيا (يوليو 2021)، وتونس (8 أبريل 2021)، وزامبيا وزيمبابوي (28 يوليو 2021).[17]

#### سينوفارم BIBP
- الموافقة الكاملة: سيشل.
- حالات الطوارئ: منظمة الصحة العالمية (7 مايو 2021)، وأنغولا (مارس 2021)، والكاميرون (أبريل 2021)، والرأس الأخضر (مارس 2021)، وتشاد وجزر القمر (مايو 2021)، ومصر (3 يناير 2021)، والغابون (مارس 2021)، وغامبيا (17 يونيو 2021)، وملاوي وموريتانيا (مارس 2021)، وموريشيوس (مارس 2021)، والمغرب (22 يناير 2021)، وموزمبيق (مارس 2021)، وناميبيا (مارس 2021)، والنيجر (أبريل 2021)، ونيجيريا (24 أغسطس 2021)، وجمهورية الكونغو (مارس 2021)، والسنغال (مارس 2021)، وسيراليون (مارس 2021)، والصومال (أبريل 2021)، وتونس (12 يوليو 2021)، وزامبيا وزيمبابوي (10 مارس 2021).

#### سبوتنيك لايت
- الموافقة الكاملة:
- استخدام الطوارئ: الجزائر (10 يناير 2021)، وأنغولا (3 مارس 2021)، والكاميرون (19 مارس 2021)، وجيبوتي (3 مارس 2021)، ومصر (24 فبراير 2021)، والغابون (17 فبراير 2021)، وغانا (20 فبراير 2021)، وغينيا (ديسمبر 2020)، وكينيا (10 مارس 2021)، وليبيا (أبريل 2021)، ومالي (30 مارس 2021)، وموريشيوس (22 مارس 2021)، والمغرب (10 مارس 2021)، وناميبيا (11 مارس 2021)، ونيجيريا (15 يوليو 2021)، وجمهورية الكونغو (3 مارس 2021)، وسيشيل (19 مارس 2021)، تونس (30 يناير 2021)، وزيمبابوي (9 مارس 2021).

#### كورونا فاك (أو سينوفاك)
- الموافقة الكاملة:
- حالات الطوارئ: منظمة الصحة العالمية (1 يونيو 2021)، وبنين (مارس 2021)، وبوتسوانا (أبريل 2021)، ومصر (26 أبريل 2021)، وليبيا (مارس 2021)، وملاوي وجنوب أفريقيا (3 يوليو 2021)، وتنزانيا (يوليو 2021)، وتونس (5 مارس 2021)، وزيمبابوي (9 مارس 2021).

#### كوفاكسين
- الموافقة الكاملة:
- حالات الطوارئ: منظمة الصحة العالمية (3 نوفمبر 2021)، وبوتسوانا (أبريل 2021)، وموريشيوس (21 مارس 2021)، وزيمبابوي (4 مارس 2021).[17]

### التصنيع

#### جونسون آند جونسون
في صفقة التصنيع، كانت خطة جونسون آند جونسون تصنيع 220 مليون جرعة لقاح في منشأة تصنيع آسبان فارماكير في بورت إليزابيث في الكاب الشرقية. كانت خطتهم توزيع اللقاح على الدول الأفريقية، وتوزيع 30 مليون جرعة لقاح في جنوب أفريقيا.

#### فايزر- بيوإنتك
ابتداءً من عام 2022، بدأت شركة بيوفاك في كيب تاون بتصنيع 100 مليون جرعة سنويًا من لقاح فايزر حصريًا للبلدان الأفريقية.

#### سبوتنيك لايت
أعلن وزير الأدوية الجزائري لطفي بن باحمد أنه توصل إلى اتفاق لإنتاج لقاح سبوتنيك لايت في مصنع صيدال في قسنطينة.

#### لقاح إيمونيتي بيو
أبرمت شركة بيوفاك في جنوب أفريقيا عقدًا مع شركة إيمونيتي بيو لتصنيع لقاح إيمونيتي بيو وتوزيعه في جميع أنحاء أفريقيا.

#### أفريغن
كلفت منظمة الصحة العالمية شركتَي بيوفاك وأفريغن ومجلس البحوث الطبية في جنوب أفريقيا بتطوير وتصنيع لقاح لفيروس الكورونا باستخدام نفس التكنولوجيا التي استخدمها لقاح موديرنا. من المتوقع الموافقة على لقاح الرنا المرسال (mRNA) الجديد في عام 2024.